# Bonnac-la-Côte
Bonnac-la-Côte é uma comuna francesa na região administrativa da Nova Aquitânia, no departamento de Alto Vienne. Estende-se por uma área de 26,06 km². Em 2010 a comuna tinha 1 703 habitantes (densidade: 65,3 hab./km²).